# GWR 5101 Class
Паровоз GWR 5101 — танк-паровоз с осевой формулой 1-3-1 выпускавшийся в 1903-1949 гг. для Great Western Railway на заводе Swindon Works.
Паровозы созданы коллективом конструкторов которыми руководили George Jackson Churchward и Charles Collett на основе конструкции паровоза GWR 3100.
Из 209 построенных паровозов сохранены 10, из них 7 были сохранены уже после отправки на разделку в лом на фирму Woodham Brothers. Из спасённых паровозов один эксплуатируется на Great Western Railway, два ожидают восстановительного ремонта на Tyseley Locomotive Works, по одному ожидают ремонта на Barry Island Railway, Didcot Railway Centre, Severn Valley Railway; под одному находятся в распоряжении West Somerset Railway, Severn Valley Railway, Llangollen Railway.